# Annaphila casta
Annaphila casta är en fjärilsart som beskrevs av H. Edwards 1890. Annaphila casta ingår i släktet Annaphila och familjen nattflyn. Inga underarter finns listade i Catalogue of Life.